# چنووت (اورگن)
چنووت (به انگلیسی: Chenoweth) یک منطقهٔ مسکونی در ایالات متحده آمریکا است که در شهرستان واسکو، اورگن واقع شده‌است. چنووت ۱۷٫۳ کیلومتر مربع مساحت و ۱٬۸۵۵ نفر جمعیت دارد و ۱۳۵ متر بالاتر از سطح دریا واقع شده‌است.